# Eocaudina
Eocaudina is een geslacht van uitgestorven zeekomkommers die leefden in het Trias, in het huidige Polen.

## Soorten
- Eocaudina septaforaminalis Martin, 1952 † (typesoort)
- Eocaudina subhexagona Gutschick, Canis & Brill, 1967 †